# Sarcophaga sarraceniae
Sarcophaga sarraceniae är en tvåvingeart som beskrevs av Riley 1874. Sarcophaga sarraceniae ingår i släktet Sarcophaga och familjen köttflugor. Inga underarter finns listade i Catalogue of Life.